# Wellmich
Wellmich ist ein nördlicher Stadtteil der Loreleystadt St. Goarshausen am rechten Rheinufer im Zentrum des UNESCO-Weltkulturerbes Oberes Mittelrheintal.

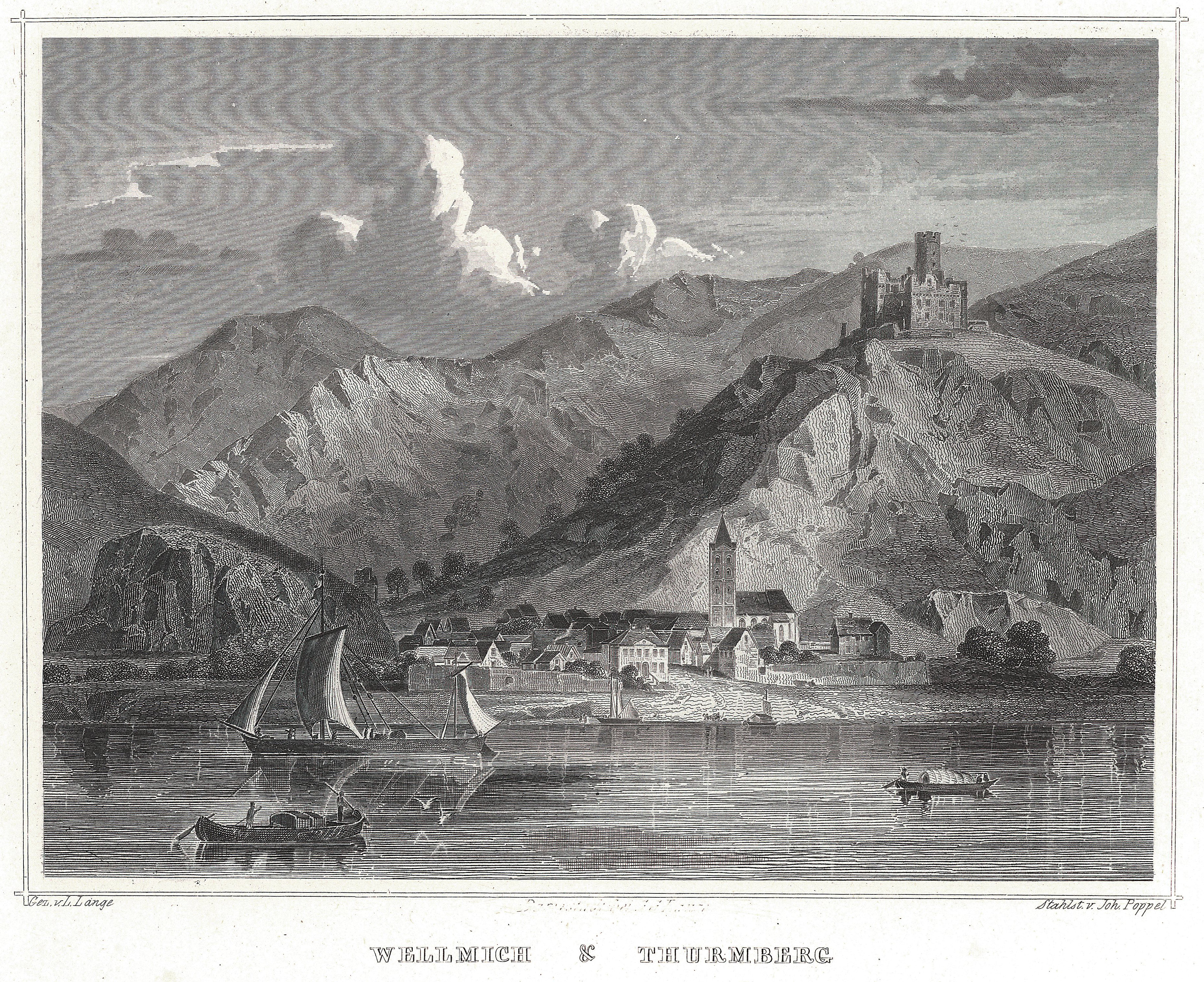
Wellmich und Burg Maus, 1852

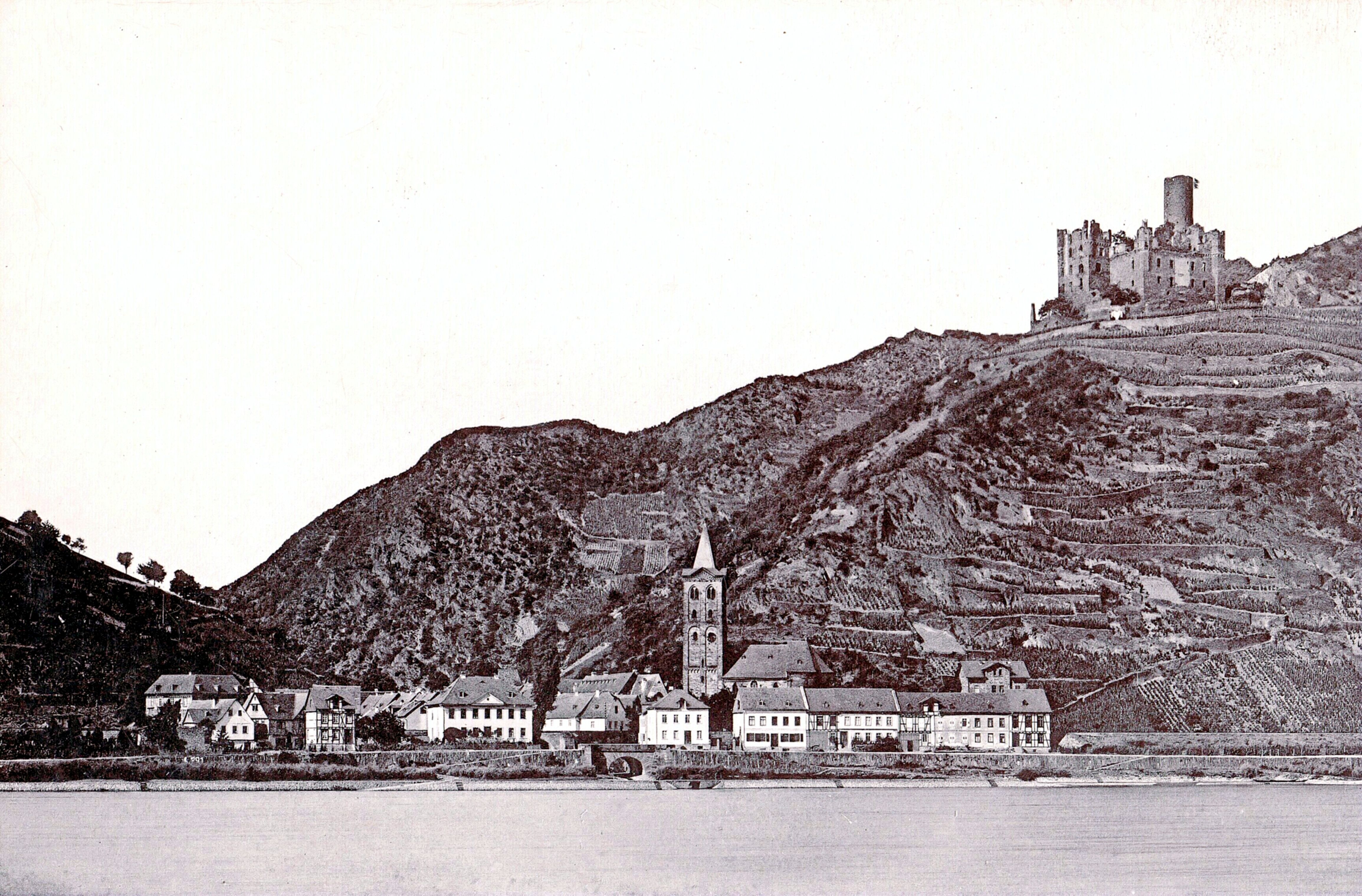
Wellmich und Burg Maus, 1896

## Geschichte

### Mittelalter
Im Jahr 1067 wurde das 1042 erstmals urkundlich erwähnte Wellmich an die Grafschaft Nassau und die Grafschaft Katzenelnbogen verkauft und von beiden gemeinsam verwaltet. 1318 erlangte Kurtrier die Herrschaft über Wellmich, im Jahr 1354 ging es durch Verkauf durch Adolf von Nassau dauerhaft an Kurtrier.
Zum 1354 gegründeten Amt Wellmich gehörten laut einer Erwähnung von 1477 die umliegenden Dörfer Prath, Dahlheim, Rheinbay und Hirzenach. 1356 erhielt Kurtrier eine Befestigungserlaubnis für Wellmich durch den Kaiser, woraufhin der Bau der Stadtmauer begann. In dieser Zeit entstand die Burg Maus oberhalb von Wellmich. Der Überlieferung zufolge führten Rivalitäten zwischen Kurtrier und seinen südlichen Nachbarn, den Grafen von Katzenelnbogen, 1360 zum Bau der Burg Neukatzenelnbogen – „Burg Katz“ genannt – zwei Kilometer stromaufwärts. 1360 erlaubte der Kaiser dem Erzbischof von Trier, Wellmich zur Stadt zu erheben. Aus dieser Zeit ist in Wellmich eine Walkmühle überliefert, in der Tücher gewebt wurden, ein weiterer Wirtschaftszweig neben dem Weinbau.
Für das Jahr 1498 sind in Wellmich 45 Feuerstellen dokumentiert, was einer Bevölkerung von etwa 200 Menschen entsprach. Ab 1500 war Wellmich Amtssitz des Bopparder Reiches.

### Neuzeit
Im Jahr 1509 bekam Wellmich durch eine Rechtsvereinbarung mit Kurtrier eine städtische Verfassung und 1538 eine eigene Gerichtsbarkeit. Im Dreißigjährigen Krieg litt der Ort unter Einquartierungen, Plünderungen und hohen Abgaben. Ab 1671 lebten in Wellmich erstmals jüdische Einwohner; die letzten verließen Wellmich 1938 und emigrierten nach Uruguay. Aus dem Jahr 1774 sind erstmals konkrete Einwohnerzahlen überliefert; Wellmich hatte 342 Einwohner, darunter 22 Juden.
Die Franzosen zerstörten 1689 im Pfälzischen Erbfolgekrieg die  Burg Maus weitgehend, 1745 rückten sie erneut in Wellmich ein. Erstmalige Funde von Blei- und Zinkerzen im Jahr 1760 zwischen Wellmich und Prath ließen in der Folgezeit die Grube Gute Hoffnung entstehen, in der bis 1961 das Erz beidseitig des Rheins abgebaut wurde. 1789 besuchte Alexander von Humboldt das Bergwerk.

### Moderne
Die Franzosen nahmen nach der französischen Revolution Wellmich 1795 ein. Für 1798 ist in Wellmich der erste Lehrer bezeugt. Aufgrund der im Reichsdeputationshauptschluss getroffenen Vereinbarungen kam das rechtsrheinische Restterritorium Kurtriers und damit auch Wellmich 1803 unter die Hoheit von Nassau-Weilburg. 1806 trat der inzwischen zum Herzogtum Nassau mediatisierte Herrschaftsbereich dem Rheinbund bei. 1866 annektierte Preußen nach dem deutsch-deutschen Krieg das Herzogtum Nassau.
Nach dem Ersten Weltkrieg stand Wellmich von 1919 bis 1930 im Zuge der alliierten Rheinlandbesetzung unter französischer Hoheit. Der Nachbarort Ehrenthal wurde 1933 eingemeindet. Die Zeit des Nationalsozialismus führte 1934 zur Absetzung des Bürgermeisters Josef Reiner, neuer Bürgermeister wurde Josef Eschelbach, der bis zur von den Siegermächten initiierten Bürgermeisterwahl 1945 im Amt blieb. Die US-Army besetzte am 26. März 1945 Wellmich, das anschließend zur französischen Besatzungszone gehörte. Das neugebildete Land Rheinland-Pfalz und der Landkreis St. Goarshausen waren ab 1946 die übergeordneten Körperschaften für Wellmich. Im Zuge der Verwaltungsreform in Rheinland-Pfalz wurde die Gemeinde Wellmich 1969 Teil von Sankt Goarshausen und des neugebildeten Rhein-Lahn-Kreises.

## Kultur und Sehenswürdigkeiten
Die Sehenswürdigkeiten Wellmichs sind die oberhalb des Ortes gelegene Burg Maus, die vermutlich in der zweiten Hälfte des 14. Jahrhunderts entstandene katholische Kirche St. Martin und die mittelalterliche Stadtbefestigung, von der im Ort noch Reste der Stadtmauer und ein Torbogen erhalten sind.

## Natur

### Geologie
Wellmich liegt im Rheinischen Schiefergebirge.

### Gewässer- und Hochwasserproblematik
Zu den Gewässern bei Wellmich zählen der Rhein und der Wellmicher Bach. Die Hochwassergefahr durch den Rhein für Wellmich ist gering, da der Ort relativ hoch liegt. Durch den Wellmicher Bach kam es während der Unwetter in Europa im Frühjahr 2016 zu einer Überflutung. Das Wasser des Baches zerstörte große Teile der Straße nach Dahlheim und unterspülte auch Teile des Tennisplatzes und des dazugehörigen Tennisheims, das daraufhin einsturzbedroht war. Die Straße war danach für mehr als ein Jahr gesperrt. In Höhe der Mündung des Wellmicher Baches in den Rhein sammelten sich Sedimente und Mitgespültes.

## Religion
Wellmich ist zum Großteil katholisch. Dies lässt sich durch die Zugehörigkeit zum katholischen Kurtrier (bis 1803) erklären. Ein Bericht von 1843 zeigt folgendes Größenverhältnis zwischen den Religionsgruppen:
| Religionsgruppe | Katholiken | Evangelische | Juden |
| --------------- | ---------- | ------------ | ----- |
| Anzahl          | 426        | 33           | 15    |

Diese Relation besteht auch noch heutzutage; es gibt in Wellmich jedoch keine Personen jüdischen Glaubens mehr.
Im Februar 2018 haben sich die zehn ehemals selbständigen Pfarreien St. Martin (Osterspai), St. Margaretha (Filsen), St. Nikolaus (Kamp-Bornhofen), St. Jakobus der Ältere (Dahlheim), St. Georg (Kestert), St. Martin (Wellmich), St. Johannes der Täufer (St. Goarshausen), St. Nikolaus (Kaub), St. Peter und Paul (Nastätten) sowie St. Florin (Strüth)  zu der der neu gegründeten römisch-katholischen Pfarrei „Heilige Elisabeth von Schönau“ mit Sitz in Kamp-Bornhofen zusammengeschlossen, sie gehört zum Bistum Limburg.

## Wirtschaft
In Wellmich gibt es nur noch wenig Weinbau, im Tal des Wellmicher Baches gibt es noch einige wenige landwirtschaftliche Betriebe, Tourismus spielt in Wellmich ebenfalls – mit Ausnahme der Burg Maus, die an einigen Terminen der Öffentlichkeit zugänglich ist – eine eher untergeordnete Rolle.